# エドガー・アブロビッチ
エドガー・アブロビッチ（Edgar Allen Ablowich、1913年4月29日 - 1998年4月6日)は、アメリカ合衆国の陸上競技選手。1932年ロサンゼルスオリンピックの金メダリストである。

## 経歴
アブロビッチは、1932年ロサンゼルスオリンピックに出場。オリンピック出場を決める全米選手権の440ヤード走において4位であったため、4×400mリレーのみの出場であった。オリンピックでは、アメリカの第2走者として、イバン・フクア、カール・ワーナー、ビル・カーとともに3分8秒2の世界新記録で、2位のイギリスに3秒もの大差を付け金メダルを獲得した。この世界記録は、1952年ヘルシンキオリンピックでジャマイカチームによって破られるまで20年間もの長きに渡って破られなかった。
アブロビッチは、現役引退後、ワイオミング大学の講師となった。